# NGC 2314
NGC 2314 é uma galáxia elíptica (E3) localizada na direcção da constelação de Camelopardalis. Possui uma declinação de +75° 19' 40" e uma ascensão recta de 7 horas, 10 minutos e 31,8 segundos.
A galáxia NGC 2314 foi descoberta em 1 de Agosto de 1883 por Ernst Wilhelm Leberecht Tempel.